# Trigena breyeri
Trigena breyeri är en fjärilsart som beskrevs av Emilio Ureta 1957. Trigena breyeri ingår i släktet Trigena och familjen träfjärilar. Inga underarter finns listade i Catalogue of Life.